# Foveon X3
Foveon X3は、アメリカのFoveon社（株式会社シグマの子会社）によって設計されたデジタルカメラ用の撮像素子。製造はアメリカのナショナル セミコンダクターや、韓国の東部電子 (Dongbu Electronics) が受注している。

## 概要
Foveon X3はCMOSイメージセンサの一種である。光の三原色である赤 (R)・緑 (G)・青 (B) がシリコンを透過する特性が異なることを利用して、素子の厚み方向 (光が入射する方向) に3層にフォトダイオードを配置している。カラーフィルム (各層の間に色フィルタがある) と同様に、同一位置の異なる色の情報を分離できる。
3層のセンサのうち第1層 (最上層) は赤・緑・青のすべての光の強さに反応する。第2層以深には波長が短い青の光は到達しないため、青の要素を除く赤・緑の光の強さに反応する。同様に第3層 (最下層) では第2層までで吸収された赤・緑を除く赤の光の強さに反応する。画像処理エンジンでは、最下層で取り込んだ赤の値を中層で取り込んだ赤・緑の値から引いて緑の値を求め、最上層の値から赤と緑の値を引いて青の値を求める。
Foveon X3撮像素子のシリコンウエハーのそれぞれの3層の厚みは5 μm以下なのでピントのずれや色収差はごく僅かである。赤色の受光層が最も深い部分にあるので他のCMOS撮像素子やCCD撮像素子と比較した場合、長波長の光ではいくつかの電子が拡散してシャープさが失われる。

## 特徴
一般にベイヤーフィルターを利用しているカメラでは、3原色の内の1色のみを各ピクセルで取り込んだ後、演算によって他の色の値を求める (演繹補完)。これに対してFoveon X3では、単板であるにもかかわらず原理的には光の三原色をそのまま取り入れた画像を生成することができる。ベイヤー配列のイメージセンサでは演繹補完による画像生成を行なうため、偽色とよばれる実際には存在しない色が発生するが、Foveon X3 イメージセンサでは、3原色それぞれのセンサが同じ位置に配置されているため、原理的に偽色は発生しない。
FOVEONでは、色の分離にシリコンの透過特性を利用しているために、色フィルターと比べて色の分離が悪く、正確な色を再現することが難しい。また、画像処理エンジンはベイヤー型センサを使用したものと異なる、専用設計したものが必要である。

### 低照度下における特性
Foveon X3の撮像素子に捕らえられる光子はモザイク撮像素子より多い。これはモザイク撮像素子の場合三原色の中の1色だけが撮像素子に到達し、他の2色の光子はカラーフィルタによって遮断されるからである。Foveon X3は集光力が大きいが個々の層はそれぞれの色に反応しない。低照度下では色ノイズが増えるので標準色空間の色データを作成する為に撮像素子のRAWデータ内の色情報は積極的なマトリクス化が必要である (本質的にはコモンモード信号を除去する)。

## 搭載デジタルカメラ
Foveon X3を搭載した(する予定の)デジタルカメラは以下の通り。
| 有効画素数                                                                 | 撮像素子サイズ               | 機種                                                                  |
| -------------------------------------------------------------------------- | ---------------------------- | --------------------------------------------------------------------- |
| 約3,800万画素 (トップ 6,200×4,152、ミドル 3,100×2,076、ボトム 3,100×2,076) | 26.7×17.9 mm (APS-Hサイズ)   | シグマ sd Quattro H                                                   |
| 約2,900万画素 (トップ 5,424×3,616、ミドル 2,712×1,808、ボトム 2,712×1,808) | 23.5×15.7 mm (APS-Cサイズ)   | シグマ dp0 Quattro、dp1 Quattro、dp2 Quattro、dp3 Quattro、sd Quattro |
| 約4,608万画素 (4,800×3,200×3層)                                            | 23.5×15.7 mm (APS-Cサイズ)   | シグマ SD1、SD1 Merrill、DP1 Merrill、DP2 Merrill、DP3 Merrill        |
| 約1,406万画素 (2,652×1,768×3層)                                            | 20.69×13.79 mm (APS-Cサイズ) | シグマ SD14、SD15、DP1、DP1s、DP1x、DP2、DP2s、DP2x                   |
| 約1,029万画素 (2,268×1,512×3層)                                            | 20.7×13.8 mm (APS-Cサイズ)   | シグマ SD9、SD10                                                      |
| 約446万画素 (1,408×1,056×3層)                                              | 1/1.8型                      | ポラロイド x530                                                       |

SD9、SD10はRAW画像専用となっていたが、それ以外はJPEGでも記録できる。
Foveonを搭載しているデジタルカメラでは、ベイヤー配列の素子を用いるデジタルカメラの1画素にあたる面積 (以下ドットとよぶ) で3画素分の情報を生成できるので、縦横の画素数を3倍した値が総画素数として表示されることがある。たとえばシグマのSD9 (Foveon X3 F7)、SD10 (Foveon X3 F7N) によって生成される画像は2268×1512の約350万ドットであるが、1ドットで3画素分の情報を生成できるとして1030万画素と表記されている。SD14 (Foveon Fx17) では2640×1760 (= 4,646,400) ドットなので1400万 （4,646,400×3 = 13,939,200） 画素という表示である。ジェネレーションネーム"Quattro"となった第4世代品では、3層の内トップ層のみ画素数が多い構造となっている。